# Jacu
Jacu (węg. Oláhzsákod) – wieś w Rumunii, w okręgu Marusza, w gminie Albești. W 2011 roku liczyła 12 mieszkańców.